# Indigene kleine Völker des russischen Nordens

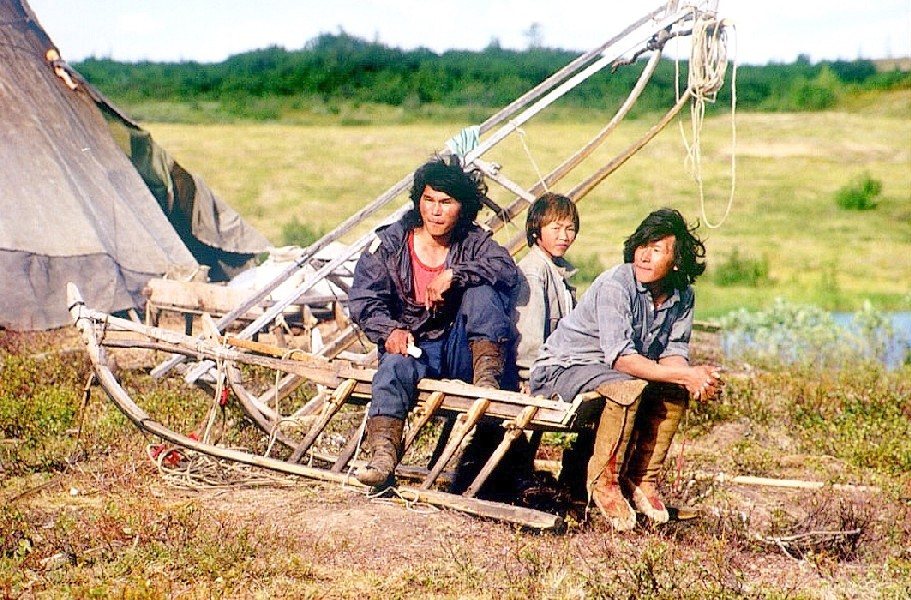
Nenzen mit einem Rentierschlitten in der sibirischen Tundra bei Dudinka

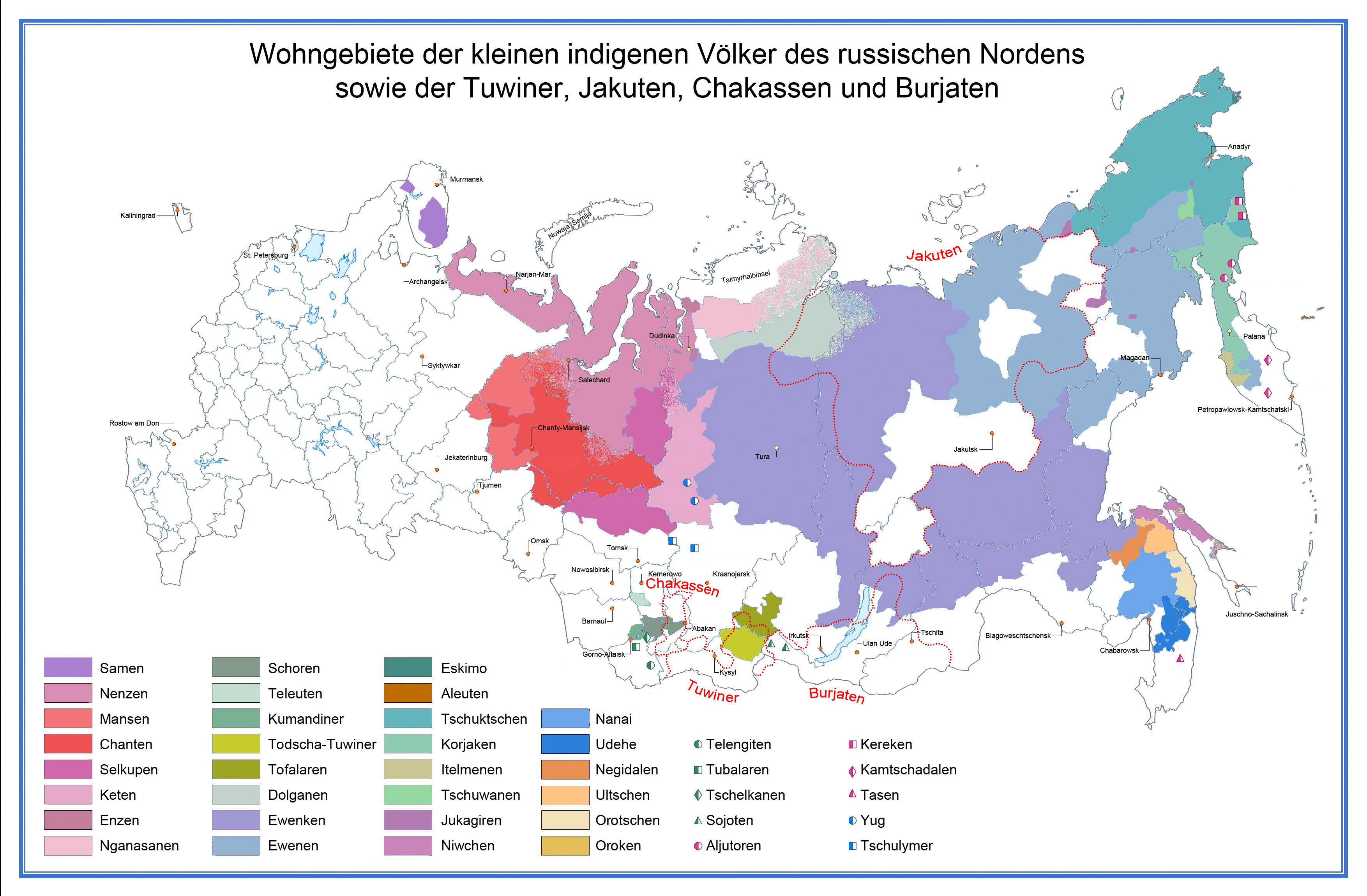
Indigene Völker des Nordens, Sibiriens und des Fernen Ostens

Die zahlenmäßig kleinen indigenen Völker des Nordens, Sibiriens und des Fernen Ostens (russisch Коренные, малочисленные народы Севера, Сибири и Дальнего Востока) sind eine Kategorie indigener Völker in der Russischen Föderation, die laut Artikel 69 der russischen Verfassung besonderen Schutz genießen.
Über die Zugehörigkeit einzelner ethnischer Gruppen zu dieser Kategorie bestimmt das sogenannte Einheitliche Register indigener kleiner Völker Russlands (Transliteration Jedinyj peretschen’ korennych malotschislennych narodow Rossii/Единый перечень коренных малочисленных народов России) vom 24. März 2000.
In diese Kategorie fallen 44 indigene Völker mit jeweils weniger als 50.000 Angehörigen von den Samen der Halbinsel Kola im Westen bis zu den Tschuktschen und Yupik (Eskimo) im äußersten Fernen Osten. Größere Ethnien unter ihnen sind die Nenzen und Chanten Westsibiriens sowie die zwischen Westsibirien und Nordchina siedelnden Ewenken. Eines der kleinsten indigenen Völker Sibiriens sind die Enzen mit weniger als 200 Angehörigen. In der Ethnologie wird bisweilen eine Zusammenfassung zu den beiden Kulturarealen „Sibirien“ (Rentierhirten von Lappland bis etwa zur Kolyma) und „Paläo-Sibirien“ (vormalige Wildbeuter des fernen Nordostens) vorgenommen.
Die Gesamtzahl der Angehörigen dieser Völker beträgt etwa 270.000.
Weitere Völker im asiatischen Teil Russlands, die sowohl über mehr Angehörige als auch über eigene Teilrepubliken innerhalb der Russischen Föderation verfügen, werden häufig ebenfalls als indigen bezeichnet, wobei dieser Status innerhalb Russlands umstritten ist. Zu ihnen gehören Tuwiner, Jakuten, Chakassen und Burjaten.

## Sprachen
Einige der Sprachen der indigenen Völker des russischen Nordens gehören der uralischen Sprachfamilie an, und zwar ein Teil davon dem samojedischen Zweig und ein Teil dem finno-ugrischen, von dem die Chanten und die Mansen sprachlich die nächsten Verwandten der Ungarn sind.
Eine weitere Gruppe gehört der Familie der Turksprachen an, so etwa die Schoren, Teleuten, Kumandiner und Altaier.
Die Sprachen der Ewenen und Ewenken gehören zur tunguso-mandschurischen Sprachfamilie.
Die Sprachen der Tschuktschen, Itelmenen, Korjaken und einiger anderer Völker sind isolierte Sprachen, d. h. für sie hat kein Nachweis einer Verwandtschaft mit anderen lebenden Sprachen erbracht werden können. Sie werden als paläoasiatische Sprachen zusammengefasst.

## Rechtliche und politische Stellung
Ein Interesse des Staats an den kleinen Volksgruppen und ihrer Kultur zeigte sich namentlich in den frühen Jahren der Sowjetunion; 1926/27 unternahmen die sowjetischen Behörden den Versuch, einen Überblick über die Bewohner und Kulturen des Nordens von Sibirien zu gewinnen. Schon bald darauf standen jedoch Maßnahmen zum Machterhalt des Sowjetsystems im Vordergrund.
Die heutigen Verhältnisse stellen sich wie folgt dar:
Artikel 69 der Verfassung der Russischen Föderation sagt:

„Die Rußländische Föderation garantiert die Rechte der kleinen Urvölker in Übereinstimmung mit den allgemein anerkannten Prinzipien und Normen des Völkerrechts und den völkerrechtliche Verträgen der Rußländischen Föderation.“

Das russische Gesetz „Über die Garantien der Rechte der kleinen indigenen Völker der russischen Föderation“ vom 30. April 1999 definiert die Völker des Nordens als

„Völker, die in den traditionellen Siedlungsgebieten ihrer Vorfahren auf traditionelle Weise leben, ihrer traditionellen Wirtschaftsweise nachgehen, innerhalb der Russischen Föderation nicht mehr als 50.000 Angehörige aufweisen und sich selbst als eigenständige Gemeinschaften verstehen.“

Damit sind vier verschiedene Aspekte berührt:
1. Das Siedlungsgebiet
2. die Lebensweise
3. die Gruppengröße und
4. das Selbstverständnis

Besonders problematisch ist nach Donahoe/Halemba der Umstand, dass die russische Gesetzesnorm die indigenen Völker auf eine ausschließlich „traditionelle“ Lebensweise festlegt, ohne diesen Begriff in irgendeiner Weise zu bestimmen. Theoretisch wäre es demnach möglich, dass eine Person, indem sie einen urbanen Lebensstil annimmt, ihre Zugehörigkeit zu den indigenen Völkern des Nordens verliert. Ebenso könnte eine Auswanderung aus dem traditionellen Lebensraum dieselbe Konsequenz zeitigen. Klar im Widerspruch zur innerhalb der Vereinten Nationen anerkannten Definition des Begriffs ‚Indigene Völker‘ steht die zahlenmäßige Obergrenze von 50.000, die zwar Ergebnis historischer Entwicklungen ist, aber größere Ethnien, wie etwa Tuwiner, Burjaten und Jakuten willkürlich von der Anerkennung als „indigene Völker“ ausschließt.
Während die russische Verfassung die speziellen Rechte und Privilegien indigener Völker nicht näher ausführt, ergibt sich aus den existierenden Bundesgesetzen eine Reihe von Privilegien für traditionell wirtschaftende indigene Gemeinschaften:
- Befreiung von der Grundsteuer;
- Recht auf Gründung von obschtschiny’ also indigener familien- oder stammesbasierter Gemeinschaftsunternehmen;
- Privilegierter Zugang zu natürlichen Ressourcen (Wald, Wildtiere, Fischvorkommen);
- Möglichkeit der Entschädigung für die Förderung von Bodenschätzen in ihren Gebieten;
- Möglichkeit, einen Zivilen Ersatzdienst anstelle von Militärdienst zu leisten;
- Möglichkeit der früheren Alterspension.[6]

Diese Privilegien sind jedoch durch eine Vielzahl neuerer Gesetzesinitiativen bedroht. Besonders im Konflikt mit indigenen Rechten steht der von Finanzminister German Gref betriebene wirtschaftsliberale Kurs. Die Revisionen der Boden- (semel’ny kodex/земельный кодекс), Forst- (lesnoi kodex / лесной кодекс) und Gewässerkodizes (Wodny kodex / водный кодекс) sehen langfristige Verpachtungen natürlicher Ressourcen und Ländereien an private Investoren vor und drohen indigene Kollektivwirtschaftsbetriebe in eine Lage zu bringen, in der sie dazu gezwungen sind, für die Nutzung ihrer traditionellen Lebensgrundlagen Marktpreise an den Staat zu bezahlen.
Wichtigste politische Vertretung der indigenen Völker Sibiriens ist RAIPON mit Sitz in Moskau. Nominell sind alle Angehörigen der indigenen Völker des Nordens Mitglied dieser Organisation.
Ihr politischer Einfluss hält sich in engen Grenzen. Während noch im letzten Obersten Sowjet der Sowjetunion sowie in den ersten Staatsdumas der Russischen Föderation mehrere Vertreter der Nordvölker zu finden waren, so ist seit der Parlamentswahl von 2004 weder im Föderationsrat noch in der Staatsduma ein Angehöriger dieser Ethnien zu finden.
Vertreter RAIPONs fordern die Einrichtung einer Bundesbehörde, also etwa eines Ministeriums für indigene Völker. Der Erfolg ihrer Forderung ist jedoch sehr ungewiss.

## Liste der kleinen indigenen Völker
| Name            | Historischer Name | Siedlungsgebiet (* = Ethnie siedelt nur in einzelnen Rajonen)                                                                                                | Russische Bezeichnung | Umschrift          | Eigenbezeichnung (nach )                                                                                                | Bevölkerung (nach der Volkszählung von 2002) | Bevölkerung (nach der Volkszählung von 2010) |
| --------------- | ----------------- | --- | --------------------- | ------------------ | --- | -------------------------------------------- | -------------------------------------------- |
| Aleuten         |                   | Region Kamtschatka* | алеуты                | aleuty             | Aleut, Unagan | 540                                          | 482                                          |
| Aljutoren       |                   | Region Kamtschatka* | алюторцы              | aljutorzy          | Alutal’u |                                              |                                              |
| Chanten         | Ostjaken          | Autonomer Kreis der Chanten und Mansen, Autonomer Kreis der Jamal-Nenzen, Oblast Tjumen*, Oblast Tomsk, Republik Komi                                        | ханты                 | chanty             | Chanty, Chande, Kantek                                                                                                  | 28678                                        | 30943                                        |
| Dolganen        |                   | Region Krasnojarsk*, Sacha | долгане               | dolgane            | Dolgan, Tyakixi | 7621                                         | 7885                                         |
| Ewenken         | Tungusen          | Sacha, Region Krasnojarsk*, Region Chabarowsk, Oblast Amur, Oblast Sachalin, Burjatien, Oblast Irkutsk, Region Transbaikalien, Oblast Tomsk, Oblast Tjumen   | эвенки                | ewenki             | Ewenk | 35527                                        | 37843                                        |
| Ewenen          | Lamuten           | Sacha, Region Chabarowsk, Oblast Magadan, Autonomer Kreis der Tschuktschen, Region Kamtschatka*                                                              | эвены                 | eweny              | Ewen | 19071                                        | 22383                                        |
| Enzen           |                   | Region Krasnojarsk* | энцы                  | enzy               | | 237                                          | 227                                          |
| Eskimo          | Eskimo            | Autonomer Kreis der Tschuktschen, Region Kamtschatka* | эскимосы              | eskimosy           | Yupik | 1750                                         | 1738                                         |
| Itelmenen       | Kamtschadalen     | Region Kamtschatka*, Oblast Magadan | ительмены             | itel’meny          | Itel’men’, Ienm’m’i | 3180                                         | 3193                                         |
| Jukagiren       |                   | Sacha, Oblast Magadan | юкагиры               | jukagiry           | Odul, Wadul | 1509                                         | 1603                                         |
| Kamtschadalen   |                   | Region Kamtschatka*, | камчадалы             | kamtschadaly       | | 2293                                         | 1927                                         |
| Kereken         |                   | Autonomer Kreis der Tschuktschen | кереки                | kereki             | | 8                                            | 4                                            |
| Keten           | Jenissei-Ostjaken | Region Krasnojarsk | кеты                  | kety               | Ket | 1494                                         | 1219                                         |
| Korjaken        |                   | Region Kamtschatka*, Autonomer Kreis der Tschuktschen, Oblast Magadan                                                                                        | коряки                | korjaki            | Verschiedene, u. a. Tschawtschyw, Tschaw’tschu (Rentierzüchter); нымылгын Nymylgyn (Bewohner); Nymylg - aremku (Nomade) | 8743                                         | 7953                                         |
| Kumandiner      |                   | Region Altai, Republik Altai | кумандинцы            | kumandinzy         | | 3114                                         | 2892                                         |
| Mansen          | Wogulen           | Autonomer Kreis der Chanten und Mansen, Oblast Tjumen*, Oblast Swerdlowsk, Republik Komi                                                                     | манси                 | mansi              | Mansi | 11432                                        | 12269                                        |
| Nanai           | Golden            | Region Chabarowsk, Region Primorje | нанайцы               | nanajzy            | Nanaj, Nani | 12160                                        | 12003                                        |
| Negidalen       |                   | Region Chabarowsk | негидальцы            | negidal’zy         | | 567                                          | 513                                          |
| Nenzen          | Samojeden         | Autonomer Kreis der Jamal-Nenzen, Autonomer Kreis der Nenzen, Oblast Archangelsk*, Region Chabarowsk*, Autonomer Kreis der Chanten und Mansen, Republik Komi | ненцы                 | nenzy              | | 41302                                        | 44640                                        |
| Nganasanen      | Tawgi-Samojeden   | Region Krasnojarsk* | нганасаны             | nganasany          | nja-nganasa (mask.), nja-ny (fem.), nja-tansa (Volk)                                                                    | 834                                          | 862                                          |
| Niwchen         | Giljaken          | Region Chabarowsk, Oblast Sachalin | нивхи                 | niwchi             | Niwch | 5162                                         | 4652                                         |
| Oroken (Ulten)  |                   | Oblast Sachalin | ороки                 | oroki              | Ul’ta | 346                                          | 295                                          |
| Orotschen       |                   | Region Chabarowsk | орочи                 | orotschi           | | 686                                          | 596                                          |
| Samen           | Lappen            | Oblast Murmansk | саами                 | saami              | Sámi | 1991                                         | 1771                                         |
| Schoren         |                   | Oblast Kemerowo, Chakassien, Republik Altai | шорцы                 | schorzy            | schor | 13975                                        | 12888                                        |
| Selkupen        |                   | Autonomer Kreis der Jamal-Nenzen, Oblast Tjumen*, Oblast Tomsk, Region Krasnojarsk                                                                           | селькупы              | sel’kupy           | | 4249                                         | 3649                                         |
| Sojoten         |                   | Burjatien | сойоты                | sojoty             | | 2769                                         | 3608                                         |
| Tasen           |                   | Region Primorje | тазы                  | tasy               | | 276                                          | 274                                          |
| Telengiten      |                   | Republik Altai | теленгиты             | telengity          | | 2399                                         | 3712                                         |
| Teleuten        |                   | Oblast Kemerowo | телеуты               | teleuty            | | 2650                                         | 2643                                         |
| Todscha-Tuwiner |                   | Tuwa | тувинцы-тоджинцы      | tuwinzy-todschinzy | tozhu (тожу) | 4442                                         | 1858                                         |
| Tofalaren       | Karagassen        | Oblast Irkutsk | тофалары              | tofalary           | Tofa | 837                                          | 762                                          |
| Tschelkanen     |                   | Republik Altai | чельканцы             | tschel’kanzy       | | 855                                          | 1181                                         |
| Tschuwanen      |                   | Autonomer Kreis der Tschuktschen, Oblast Magadan | чуванцы               | tschuwanzy         | | 1087                                         | 1002                                         |
| Tschuktschen    |                   | Autonomer Kreis der Tschuktschen, Region Kamtschatka* | чукчи                 | tschuktschi        | Lyg’oravetl’an | 15767                                        | 15908                                        |
| Tschulymer      |                   | Oblast Tomsk, Region Krasnojarsk | чулымцы               | tschulymzy         | Ijus Kižiler/pestyn Kižiler                                                                                             | 656                                          | 355                                          |
| Tubalaren       |                   | Republik Altai | тубалары              | tubalary           | | 1565                                         | 1965                                         |
| Udehe           |                   | Region Primorje, Region Chabarowsk | удэгейцы              | udegejzy           | Udee, Uddee, Udehe | 1657                                         | 1496                                         |
| Ultschen        |                   | Region Chabarowsk | ульчи                 | ul’tschi           | | 2913                                         | 2765                                         |
| Wepsen          |                   | Republik Karelien, Oblast Leningrad | вепсы                 | wepsy              | Weps’, Wepsja, Ljudinkad, Tjagalažet                                                                                    | 8240                                         | 5936                                         |

### Völker, die nicht im Register eingetragen sind
- Ischoren (Ingermanland)
- Komi-Ischemzen
- Woten
- Ebenfalls nach Anerkennung als indigenes Volk des Nordens streben die Pomoren, Nachfahren russischer Altsiedler im europäischen hohen Norden, deren Lebensweise große Ähnlichkeit zu denen der „kleinen Völker“ aufweist.

## Organisationen
Russland
- Assoziation der indigenen kleinen Völker des Nordens (RAIPON)
- Netzwerk der indigenen Völker in Russland L’auravetl’an[11]
- Stiftung für die Entwicklung der indigenen kleinen Völker des Nordens, Sibiriens und des Fernen Ostens „Batani“[12]

International
- Gesellschaft für bedrohte Völker
- Survival International[13]